# جوانا باسالسو
جوانا باسالسو هي عارضة وممثلة فلبينية، ولدت في 10 أغسطس 1976 بمدينة سيبو في الفلبين.

## وصلات خارجية
- جوانا باسالسو على موقع IMDb (الإنجليزية)
- جوانا باسالسو على موقع ألو سيني (الفرنسية)
- جوانا باسالسو على موقع قاعدة بيانات الفيلم (الإنجليزية)